# Katrin Neuenschwander
Katrin Neuenschwander (* 29. Juni 1971 in Konolfingen) ist eine ehemalige Schweizer Skirennfahrerin.

## Karriere
Neuenschwander gab ihr internationales Renndebüt bei den Juniorenweltmeisterschaften 1989 in Aleyska, wobei sie mit Rang 17 im Riesenslalom ihre beste Platzierung erreichte. Im darauffolgenden Jahr gelang ihr mit dem Gewinn der Goldmedaille im Slalom und in der Kombination der grösste Erfolg ihrer Karriere.
Am 30. November 1991 gewann Neuenschwander beim Slalom von Lech ihre ersten Weltcuppunkte. Aufgrund konstanter Leistungen wurde sie für die Olympischen Winterspiele in Albertville nominiert. Dort belegte sie im Slalom den 9. Rang.
Im darauffolgenden Jahr startete sie bei den Weltmeisterschaften in Morioka, mit dem 12. Platz im Slalom erreichte sie erneut eine vordere Platzierung.
In den darauffolgenden Jahren konnte Neuenschwander jedoch nicht mehr an diese Leistungen anschliessen, so konnte sie sich nur noch vereinzelt für den zweiten Durchgang qualifizieren. Ihr letztes Weltcuprennen bestritt sie am 28. Dezember 1998 am Semmering, danach trat sie nicht mehr als Rennfahrerin in Erscheinung.

## Erfolge

### Olympische Winterspiele
- Albertville 1992: 9. Slalom

### Weltmeisterschaften
- Morioka 1993: 12. Slalom

### Weltcup
- Eine Platzierung unter den besten 10

### Juniorenweltmeisterschaften
- Aleyska 1989: 17. Riesenslalom, 29. Abfahrt
- Zinal 1990: 1. Slalom, 1. Kombination, 9. Riesenslalom

### Europacup
- 7 Platzierungen unter den besten 10

### Nor-Am Cup
- 2 Platzierungen unter den besten 15

### Weitere Erfolge
- 9 Siege bei FIS-Rennen
- Schweizer Vizemeisterin im Slalom (1997)